# Giricz Mátyás
Giricz Mátyás (Endrőd, 1933. augusztus 17. –) Jászai Mari-díjas magyar rendező, színházigazgató.

## Életpályája
1950–51-ben a Színház- és Filmművészeti Főiskola hallgatója volt. 1951–1956 között Moszkvában tanult. 1955–1963 között a Győri Kisfaludy Színház rendezője illetve főrendezője volt. 1963–64-ben az egri Gárdonyi Géza Színház főrendezőjeként és igazgatójaként tevékenykedett. 1964–1966 között a kaposvári Csiky Gergely Színházban rendezett. 1966–1971 között a debreceni Csokonai Színház főrendezőjeként dolgozott. 1971–1979 között a Szegedi Nemzeti Színház igazgatója volt. 1979-1983 között a Játékszín művészeti vezetője, majd igazgatója volt. 1983–1990 között a Népszínház művészeti vezetője volt. 1991 óta szabadúszó.

## Magánélete
1973-ban házasságot kötött Gyarmathy Ágnes díszlet- és jelmeztervezővel, akivel Solymáron éltek felesége haláláig.

## Színházi rendezései
A Színházi Adattárban regisztrált bemutatóinak száma: 93.
| - Dankó-Vaszy: Dankó Pista (1956, 1958) - Gogol: Leánynéző (1956) - Kesselring: Arzén és levendula (1956) - Lehár Ferenc: A mosoly országa (1956) - William Shakespeare: Vízkereszt (1957) - Kálmán Imre: Csárdáskirálynő (1957) - Turgenyev: Kegyelemkenyéren (1957) - Gorbatov: Egy éjszaka (1957) - Szűcs György: Elveszem a feleségem (1957) - Kacsoh Pongrác: János vitéz (1958, 1968-1969) - Gogol: A revizor (1958) - Mikszáth-Török: Egy éj az aranybogárban (1959) - Darvas József: Kormos ég (1959) - Ábrahám Pál: Bál a Savoyban (1959) - Rose: Tizenkét dühös ember (1959) - Szűcs György: Az asszony többet keres (1960) - William Shakespeare: Othello (1960) - Kornyejcsuk: A hajóraj pusztulása (1960) - Audran: A kolostor babája (1961) - Osztrovszkij: A művésznő és hodolói (1962) - Szophoklész: Aias (1963) - Arisztophanész: A nőuralom (1963) - Mrozek: Bűbájos éj (1965) - Mrozek: Károly (1965) - Mrozek: Nyílt tengeren (1965) - Jókai Mór: Az aranyember (1965) - Maugham: Imádok férjhez menni (1965) - Choinski: Éjszakai történet (1965) - Ágoston-Veress: Amerikából jöttem (1966) - Visnyevszkij: Optimista tragédia (1966) - Williams: Amíg összeszoknak - Tetőpont egy barlang fölött (1966) - Dürrenmatt: Az öreg hölgy látogatása (1967) - Kerekes Imre: Hadifogoly színjátszóink előadják Kapaszkodj Malvin, jön a kanyar címmel egy háborús esemény hiteles történetét, az igazságnak megfelelően, azzal a szándékkal, hogy a ma jelenlevők lássák, mi történt velünk (1967) - Trenyov: Ljubov Jarovája (1967) - Garson: Macbird (1968) - Teleki-Illyés: Kegyenc (1969) - Lope de Vega: A furfangos menyasszony (1969) - Danek: Negyven gazfickó meg egy maszületett bárány (1969, 1976) - Svarc: A sárkány (1970) - Szophoklész: Oidipusz király Oidipusz Kolonoszban Antigoné (1970) - Weiss: Jean Paul Marat üldöztetése és meggyilkoltatása, ahogy a charentoni elmegyógyintézet színjátszói előadják De Sade úr betanításában (1971, 1973) - Euripidész: Médeia (1972) - Szophoklész: Antigoné (1972) | - Lunacsarszkij: A felszabadított Don Quijote (1973) - Presser Gábor: Képzelt riport egy amerikai pop-fesztiválról (1974-1975) - Krleza: Golgota (1974) - Kodály Zoltán: Cinka Panna balladája (1974) - Hacks: A Lobositzi csata (1975) - Kodály Zoltán: Háry János (1975) - Feydeau: Bolha a fülbe (1976, 1984, 1990) - Leigh: La Mancha lovagja (1976) - Lope de Vega: A kertész kutyája (1976, 1985) - Madách Imre: Az ember tragédiája (1977) - Muszorgszkij: Borisz Godunov (1977) - Vasziljev: A hajnalok itt csendesek (1977) - Kerekes Imre: Kapaszkodj Malvin, jön a kanyar (1977) - Nóti Károly: Nyitott ablak (1978) - Mészöly Miklós: Bunker (1981, 1985) - Hubay Miklós: Túsz-szedők (1981) - Miller: A világ teremtése és egyéb ügyek (1981) - Darvas József: Vízkereszttől-Szilveszterig (1982) - Gorkij: Éjjeli menedékhely (1982) - Barillet-Grédy: A kaktusz virága (1983) - Illyés-Litvai: Szélkötő Kalamona (1983) - Szép Ernő: Lila ákác (1983) - Shaw: Szent Johanna (1984) - Alaszakov: Mese a tűzpiros virágról (1985) - Gárdonyi Géza: A bor (1985) - Dudarev: Napnyugta (1986) - Nash: Az esőcsináló (1986) - Móricz Zsigmond: Úri muri (1986) - Anouilh: Colombe (Erkölcsös szerelem) (1986, 1993) - Katona József: Pártütés (1988) - Steinbeck: Egerek és emberek (1988) - Dürrenmatt: A fizikusok (1989, 1991) - Móricz Zsigmond: Búzakalász (1989) - Dürrenmatt: A milliomosnő látogatása (1990) - Illyés Gyula: A kegyenc (1990) - William Shakespeare: Romeo és Júlia (1992) |